# Silveirânia (ort)
Silveirânia är en ort i Brasilien.   Den ligger i kommunen Silveirânia och delstaten Minas Gerais, i den sydöstra delen av landet, 800 km sydost om huvudstaden Brasília. Silveirânia ligger 522 meter över havet och antalet invånare är 2 192.
Terrängen runt Silveirânia är kuperad åt nordväst, men åt sydost är den platt. Silveirânia ligger nere i en dal. Närmaste större samhälle är Rio Pomba, 13,4 km söder om Silveirânia.
Omgivningarna runt Silveirânia är huvudsakligen savann. Runt Silveirânia är det ganska tätbefolkat, med 67 invånare per kvadratkilometer.